# AMC Crime
AMC Crime, anteriormente Crimen + Investigación, es un canal de televisión por suscripción español, basado en programación de suspenso, crimen y reportajes. Fue lanzado el 1 de febrero de 2011 y está operado por AMC Networks International Southern Europe, propiedad de AMC Networks.
El 4 de diciembre de 2012 el operador Movistar TV anunció que este canal abandonaría su dial el 1 de enero de 2013. Finalmente el 24 de diciembre de 2012 se informó que Chello Multicanal, productora del canal, y Movistar TV habían llegado a un acuerdo de última hora, por lo que el canal no abandonó el dial.
Desde el 7 de marzo de 2016, el canal está disponible también en el servicio para abonados por satélite de Movistar Plus+ en el dial 82.
En la madrugada del 19 de abril de 2022, el canal cambio de nombre de Crimen + Investigación a AMC Crime, debido a la unificación de los canales de AMC Networks bajo la marca AMC.